# 1952年バレーボール世界選手権

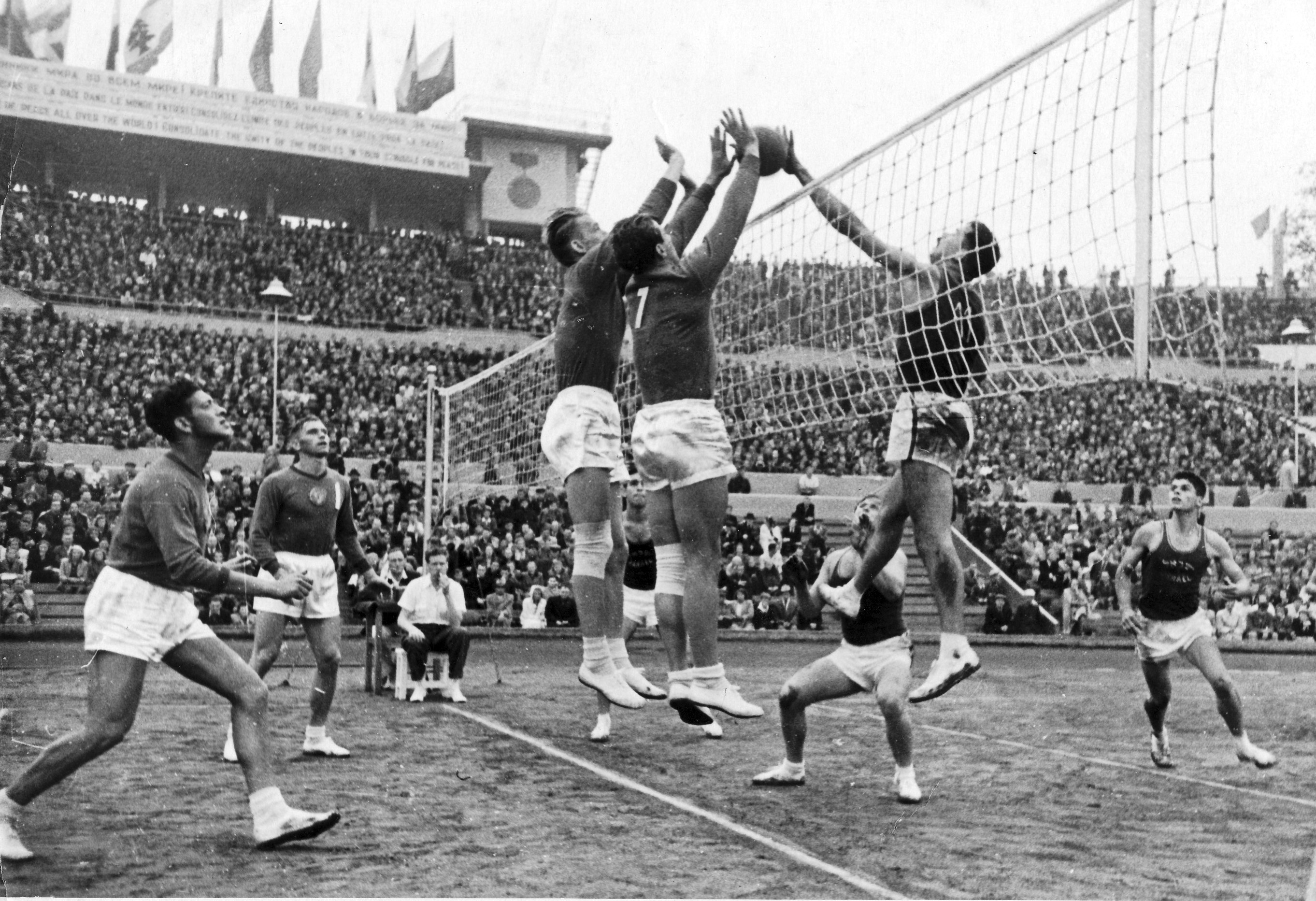
1952年男子バレーボール世界選手権、イスラエルとソビエトの試合

1952年バレーボール世界選手権は、1952年にソビエト連邦で開催された第2回バレーボール世界選手権大会。
女子の大会は初めて開催された（男子は2回目）。男女とも8月17日から8月29日まで行われた。男子大会でも初めてヨーロッパ以外の国が参加した。
男子は11カ国、女子は8カ国が参加した。男女共にソビエト連邦が優勝した。

## 男子競技

### 出場国
| Pool A - ブルガリア - フィンランド - ハンガリー - ポーランド | Pool B - ルーマニア - イスラエル - レバノン - ソビエト連邦 | Pool C - チェコスロバキア - フランス - インド |

### 最終結果
| 1952年男子世界選手権            |
| ------------------------------- |
| · ソビエト連邦 · 2大会連続2回目 |

| 順位 | 国               |
| ---- | ---------------- |
| 1    | ソビエト連邦     |
| 2    | チェコスロバキア |
| 3    | ブルガリア       |
| 4    | ルーマニア       |
| 5    | ハンガリー       |
| 6    | フランス         |
| 7    | ポーランド       |
| 8    | インド           |
| 9    | レバノン         |
| 10   | イスラエル       |
| 11   | フィンランド     |

## 女子競技

### 最終結果
| 1952年女子世界選手権    |
| ----------------------- |
| · ソビエト連邦 · 初優勝 |

| 順位 | 国               |
| ---- | ---------------- |
| 1    | ソビエト連邦     |
| 2    | ポーランド       |
| 3    | チェコスロバキア |
| 4    | ブルガリア       |
| 5    | ルーマニア       |
| 6    | ハンガリー       |
| 7    | フランス         |
| 8    | インド           |